# Hans Wüthrich (Fussballspieler)
Hans Wüthrich (* 1. November 1889 in Bern; † 13. August 1982) war ein Schweizer Fussballspieler, ‑trainer und ‑schiedsrichter.

## Werdegang
Wüthrich war als Spieler für den FC Concordia aus Yverdon-les-Bains aktiv. Am 18. Mai 1913 absolvierte er auf dem Sportplatz an der Schwarzwaldstrasse in Freiburg im Breisgau sein einziges Länderspiel für die Schweiz, die das gastgebende Deutsche Reich mit 2:1 besiegte.
Nach seiner Spielerlaufbahn war Wüthrich lange Jahre als Trainer beim BSC Young Boys sowie als Schiedsrichter aktiv.
Am 24. Oktober 1937 pfiff er im Römer Stadio Nazionale del PNF das Rückspiel im Final des Mitropacups 1937 zwischen Lazio Rom und Ferencváros Budapest, das die von Emil Rauchmaul trainierten Ungarn mit 5:4 gewannen und somit nach dem 4:2-Hinspielsieg mit 9:6 im Gesamtergebnis den Cup errangen.
Bei der Fussball-Weltmeisterschaft 1938 in Frankreich vertrat Wüthrich den SFV als Schiedsrichter und war damit nach René Mercet der zweite WM-Schiedsrichter der Schweizer Fussballgeschichte. Er pfiff am 5. Juni den Achtelfinal zwischen Frankreich und Belgien, den die Gastgeber im Stade Olympique Yves-du-Manoir in Colombes mit 3:1 gewannen. Am 16. Juli leitete er den Halbfinal zwischen dem späteren Weltmeister Italien und Brasilien (2:1) im Stade Vélodrome von Marseille. Zudem war er beim Turnier in zwei Spielen als Linienrichter aktiv, darunter auch im Final in Colombes, den Italien gegen Ungarn mit 4:2 gewann – hier assistierte er zusammen mit dem Tschechoslowaken Augustin Krist dem Schiedsrichter Georges Capdeville.
In den Jahren 1934, 1937, 1940 und 1944 leitete Wüthrich zudem die Finalspiele im Schweizer Cup.
Hans Wüthrich starb im August 1982 im Alter von 92 Jahren.